# فارستا

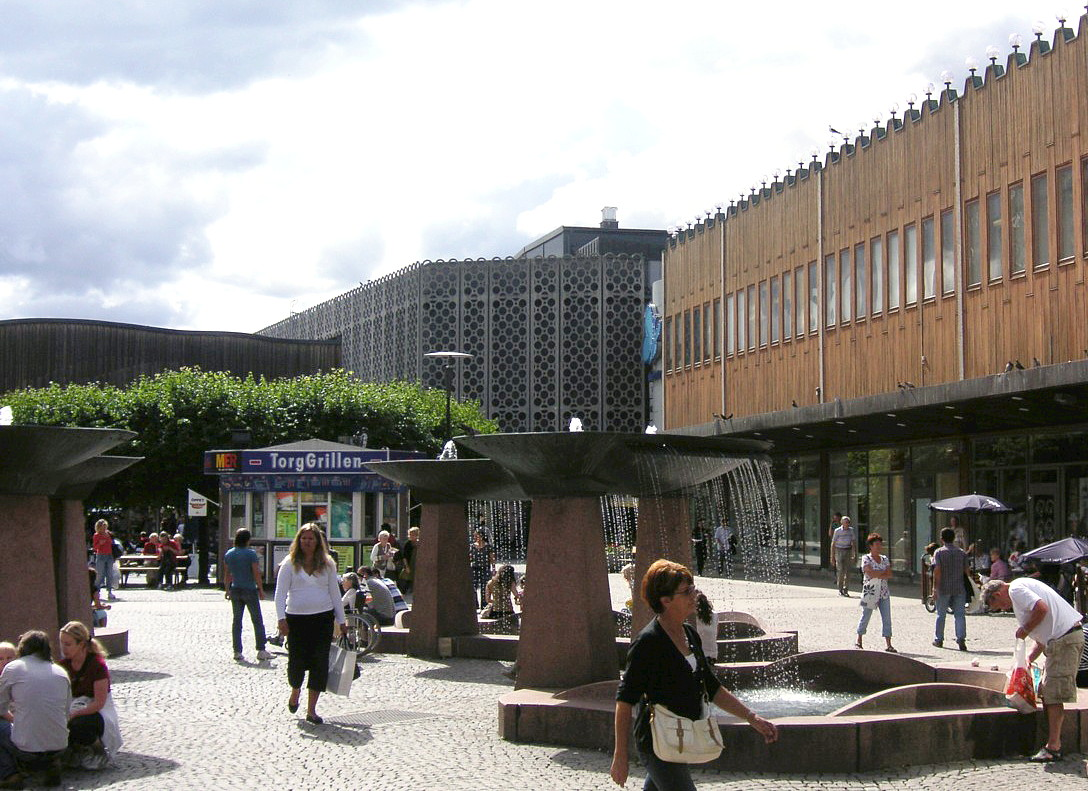
میدانی در فارستا.

فارستا (انگلیسی: Farsta) یک منطقه در یک محله با همین نام در جنوب استکهلم پایتخت  کشور سوئد است. فاصله بین مرکز استکهلم و فارستا ۸ کیلومتر است. فارستا یک ایستگاه مترو نیز دارد.
باشگاه ورزشی FOC Farsta در Farsta واقع شده است.